# 作山古墳
作山古墳（つくりやまこふん、三須作山古墳）は、岡山県総社市三須（みす）にある古墳。形状は前方後円墳。国の史跡に指定されている。また古墳周辺は吉備路風土記の丘県立自然公園として整備されている。
岡山県では第2位、全国では第10位の規模の古墳で、5世紀中頃（古墳時代中期）の築造と推定される。

## 概要
| 古墳名     | 墳丘長 | 時期   |
| ---------- | ------ | ------ |
| 造山古墳   | 350m   | 5c前半 |
| 作山古墳   | 282m   | 5c中頃 |
| 小造山古墳 | 142m   | 5c後半 |

岡山県南部の独立低丘陵を加工して築造された巨大前方後円墳である。東方の造山古墳（岡山市北区新庄下）も「つくりやまこふん」であるため、作山は「さくざん」、造山は「ぞうざん」と呼び分けられる。これまでに本格的な発掘調査は実施されていない。
墳形は前方後円形で、前方部を南西方向に向ける。墳丘は3段築成。墳丘長は282メートルを測り、岡山県では造山古墳（350メートル、全国第4位/岡山県第1位）に次ぐ第2位、全国では第10位の規模になる。墳丘外表では角礫の葺石、埴輪列が認められる。また墳丘北側には造出を有するほか、前方部前面などには未削平の残丘がある。墳丘周囲に周濠は認められていない。埋葬施設は明らかでないが、盗掘坑が認められないことから、墳丘内部での現存が推測される。
築造時期は、古墳時代中葉頃の5世紀中頃と推定される。作山古墳の南側には近世の旧山陽道が通るが、作山古墳・造山古墳や両宮山古墳（赤磐市穂崎）がいずれも旧山陽道沿いに位置することから、5世紀にはすでに旧山陽道に先行する道があり、その道を通る人々に対して権力を誇示する意図があったと推測される。一帯の首長墓系譜としては造山古墳に後続し、小造山古墳（岡山市北区新庄上・総社市下林）に先行する築造順とみられるが、順に墳丘規模が縮小する様相を示し、作山古墳自体も未削平の残丘などの点で端正さを欠く。なお、吉備地方では前期古墳の営造地に中期古墳はほぼ築造されず、前期古墳の存在しない地にこれら中期古墳が突如営造される点においても注目される。
古墳域は、1921年（大正10年）に残丘部分を「第一古墳」とする「作山古墳 第一古墳」の名称で国の史跡に指定されている。現在では毎年12月に下草刈りが行われる。

## 遺跡歴
- 堀安道が『惣社記』に報告（最初の報告か）[12]。
- 1921年（大正10年）3月3日、国の史跡に指定[10]。
- 1967・1973年（昭和42・48年）、家屋・墓地以外の部分の公有地化[13]。
- 1986年（昭和61年）の『岡山県史』考古資料、1987年（昭和62年）の『総社市史』考古資料に測量図の掲載（岡山県・総社市の共同航空測量図）[12]。
- 1997-2014年度（平成9-26年度）、測量調査（総社市教育委員会）[13]。
- 2011年（平成23年）2月16日、航空3次元測量調査（岡山大学・アジア航測）[14]。

## 墳丘

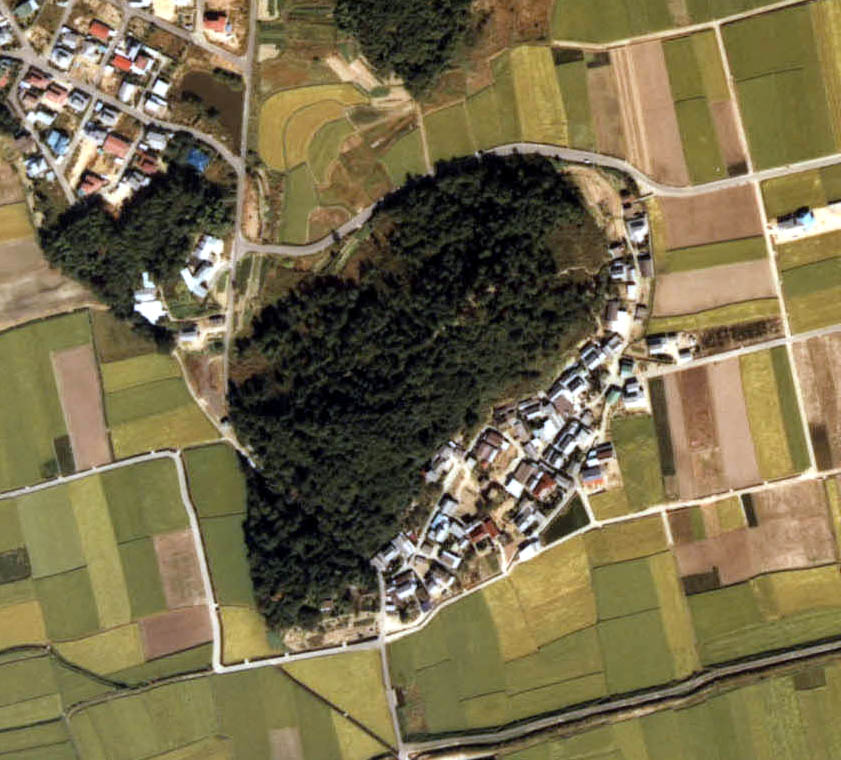
作山古墳の航空写真（1980年度）。

墳丘の規模は次の通り（2016年（平成28年）の報告値）。
- 墳丘長：約282メートル
- 後円部 - 楕円形。3段築成。
  - 長軸長さ：約175メートル
  - 短軸長さ：約160メートル
  - 高さ：約24メートル
- 前方部 - 3段築成。
  - 最大幅：約170メートル
  - 高さ：約23メートル

墳丘長に関して、かつては航空測量図を基に約286メートルという値が知られたが、1997-2014年度（平成9-26年度）の測量結果では上記の値に修正される。墳丘は北側で良好に遺存するが、南側では民家・道路の建設により裾部で大きく改変を受けている。また作山古墳の墳丘には、独特な築造企画として次の点がある。
- 前方部前面などに、元の独立丘陵の一部が未削平のまま残存。
- 前方部前端に台形突出部の存在。
- 前方部前面の堀切が水平でなく高低差（約2メートル）が存在。
- 後円部が正円形でなく楕円形（墳丘を大きく見せるためか）。
- 後円部周囲に「作山段」と呼ばれる段の存在。

造出については、墳丘北側で認められるほか、南側にも存在可能性が指摘される。造山古墳の造出がくびれ部付近にあるのに対し、作山古墳の造出はくびれ部から前方部寄りに位置し、後出的な様相になる。また、この北造出のさらに前方部寄りには、規模の小さい造出状の張出し部も認められている。
周濠の有無は明らかでない。周堤状の地形がみられることから周濠が存在したとする説もあるが、これについても墳丘テラス内側部分の耕作での削平によるもの（残存テラス部）という見解が示されている。なお吉備地方では、造山古墳も非常に浅い周濠（または周濠なし）とみられ、畿内地方のような深い周濠を有する大型古墳は両宮山古墳のみになる。

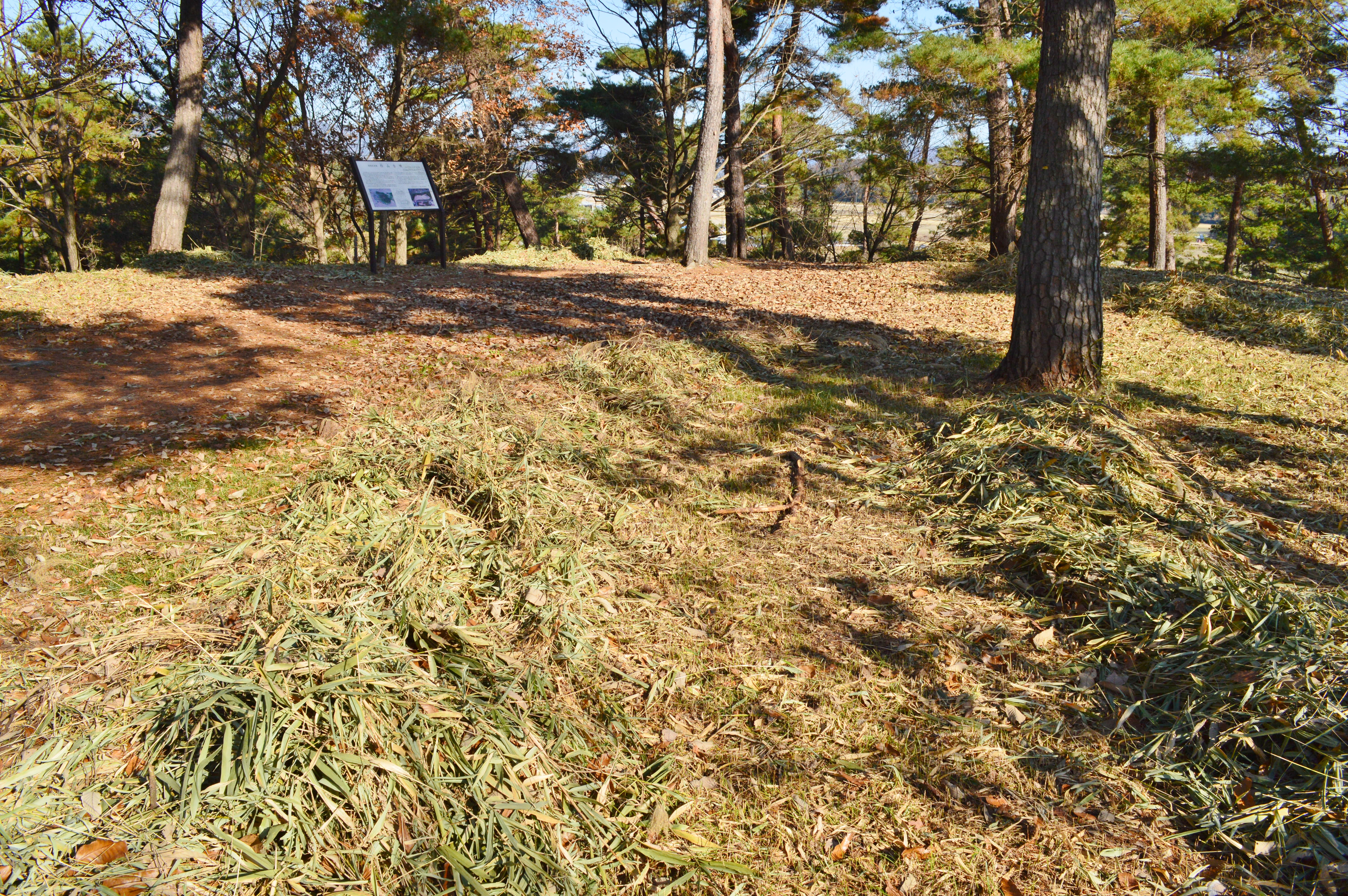
後円部墳頂
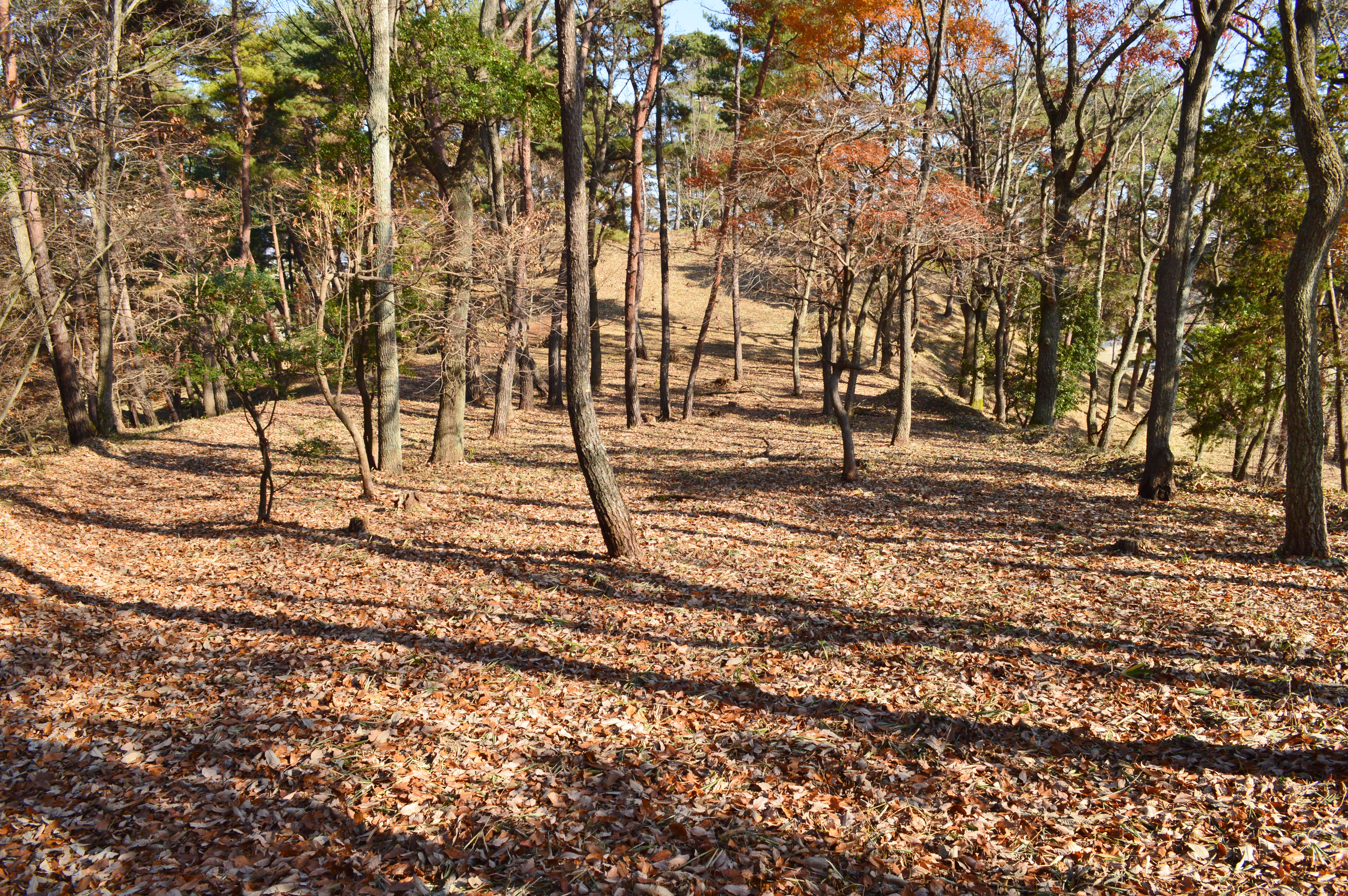
前方部から後円部を望む
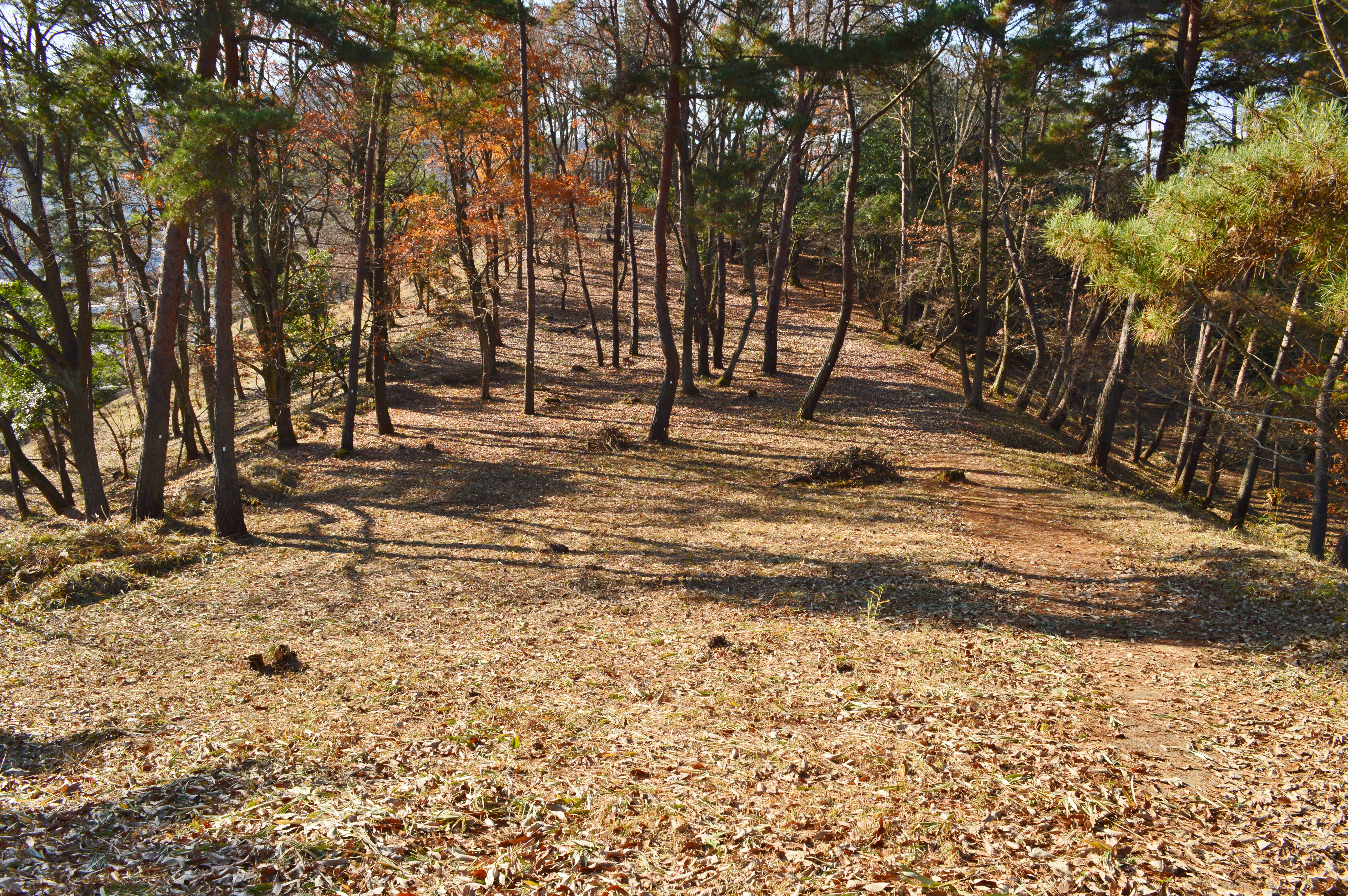
後円部から前方部を望む
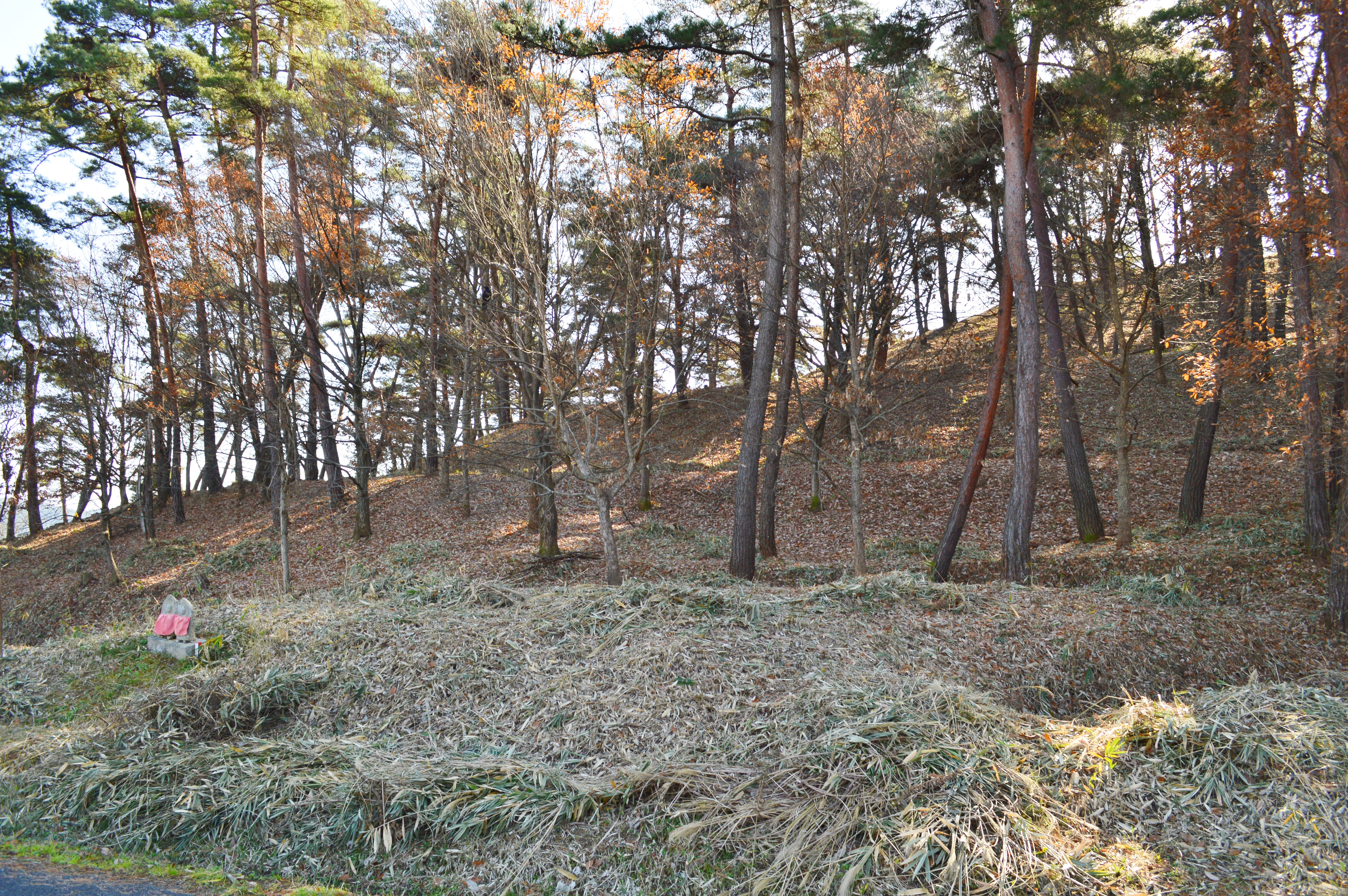
後円部の墳丘 3段の段築が認められる。
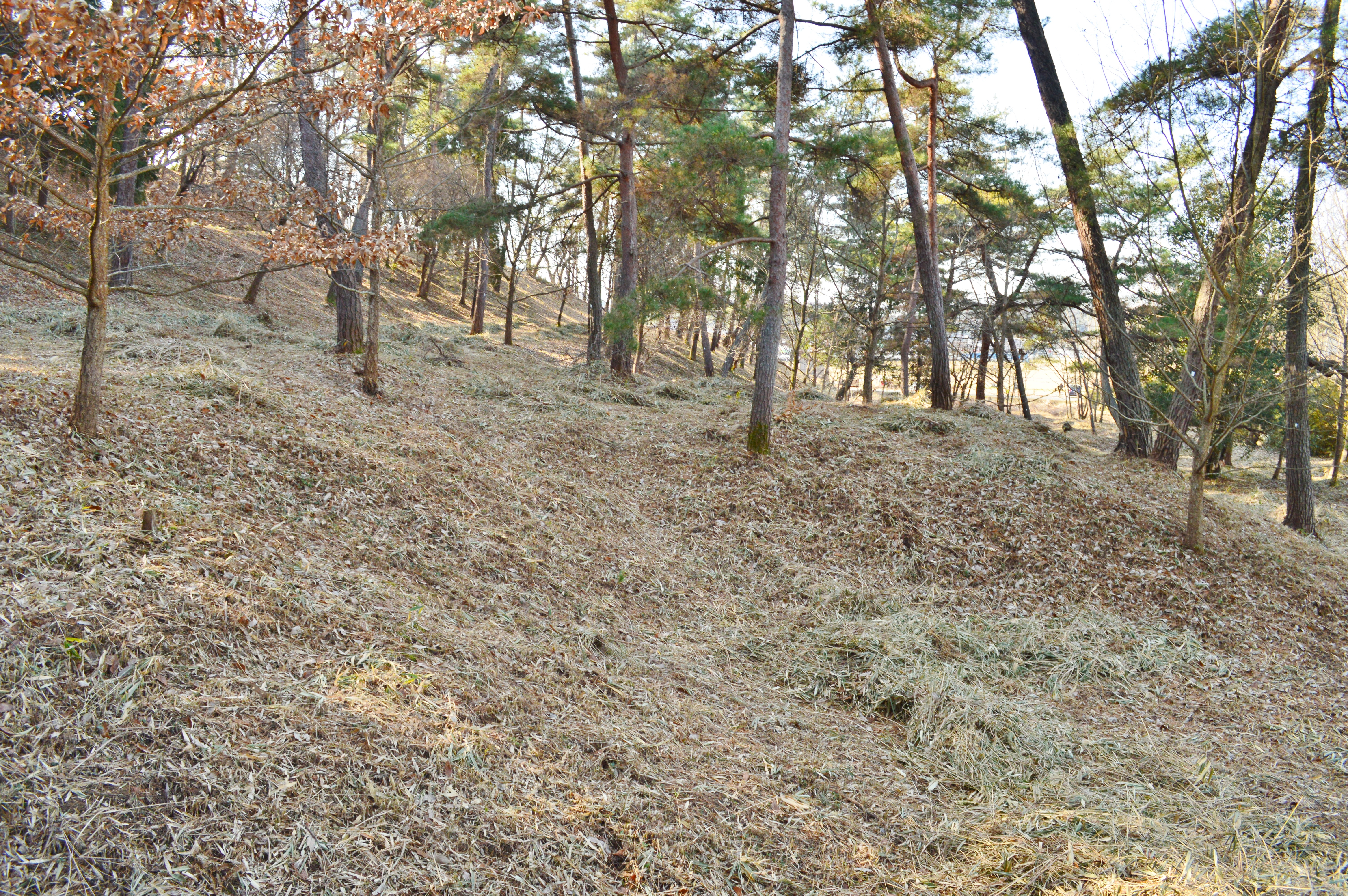
北造出 左後背は前方部墳丘。
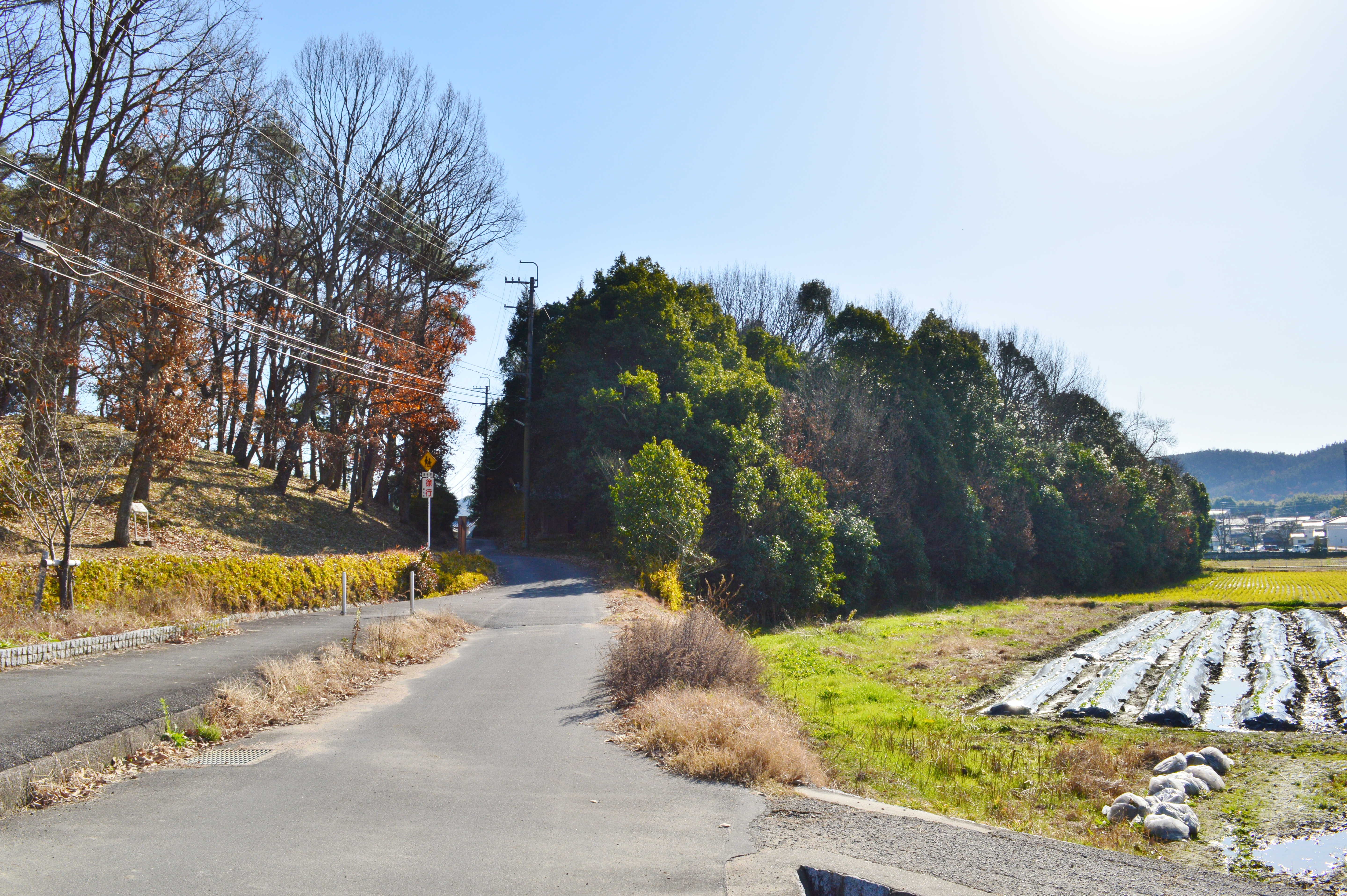
残丘（右）と堀切、前方部前端（左）

## 出土品
作山古墳からの出土品のほとんどは、円筒埴輪・朝顔形埴輪になる。これらの埴輪列が墳丘各段の平坦面に巡らされたとみられ、総数は5,000本にも及ぶと推計される。円筒埴輪・朝顔形埴輪のほとんどは窖窯焼成とみられ、形状は多様である。製作時期にも時間幅があるとみられるが、概ね5世紀第2四半世紀に始まり中頃に完成したと推定される。
そのほか形象埴輪として、わずかに武人埴輪の肩鐙片1点、蓋形埴輪片数点、器種不明埴輪片のみが確認されている。

## 陪塚
作山古墳の陪塚（陪冢）の存在は明らかでない。かつては、くびれ部南側にある小丘陵が陪塚とみられ「作山第1古墳」と称されていたが、実際には前方部前面のものと同様に、未削平の残丘の1つとみられる。なお、作山古墳北側の丘陵尾根上には前方後円墳の野宮古墳の存在が知られるが、作山古墳との関係は明らかでない。

## 文化財

### 国の史跡
- 作山古墳 第一古墳 - 1921年（大正10年）3月3日指定[10]。

## 関連文献
（記事執筆に使用していない関連文献）
- 「作山古墳の調査について」『総社市埋蔵文化財調査年報 9』総社市教育委員会、1999年、104-113頁。 - リンクは奈良文化財研究所「全国文化財総覧」。
- 「作山下水路改良工事に伴う立会調査」『総社市埋蔵文化財調査年報 11』総社市教育委員会、2001年。
- 「作山古墳現状変更に伴う立会調査」『総社市埋蔵文化財調査年報 13』総社市教育委員会、2004年。
- 「国指定史跡 作山古墳前方部前端の形状について」『総社市埋蔵文化財調査年報 17』総社市教育委員会、2008年。